# C/1811 F1 (Großer Komet)
C/1811 F1 (Großer Komet) (auch Komet Flaugergues genannt) ist ein Komet, der im Jahr 1811 mit dem bloßen Auge gesehen werden konnte. Er erreichte eine große Helligkeit und konnte über einen langen Zeitraum beobachtet werden, weshalb er zu den „Großen Kometen“ gezählt wird.

## Entdeckung und Beobachtung
Als dieser Komet am Abend des 25. März 1811 von Honoré Flaugergues in Viviers tief am Horizont entdeckt wurde, befand er sich noch über 2,7 AE von der Sonne entfernt im Asteroidengürtel. Der Komet bewegte sich am Himmel rasch nördlich, und Flaugergues konnte ihn an den folgenden Abenden zunächst bis zum 1. April beobachten.
Am 11. April fand Jean-Louis Pons, der nichts von der Entdeckung erfahren hatte, den Kometen zufällig noch einmal und konnte eine Position bestimmen. Auch Franz Xaver von Zach beobachtete ihn an diesem Abend bei Marseille. Für den Rest des April und im Verlauf des Mai war der Komet bereits freiäugig sichtbar.
Gegen Ende Mai konnte er aber vorübergehend nur schwierig beobachtet werden, da er nun tief am Himmel stand und in die Dämmerung eintrat. Die letzten Beobachtungen, bevor der Komet von der Erde aus gesehen an der Sonne vorbeiging, erfolgten durch Flaugergues am 29. Mai, Zach am 2. Juni, José Joaquín Ferrer y Cafranga in Havanna am 15. Juni und Alexander von Humboldt in Paris am 16. Juni.

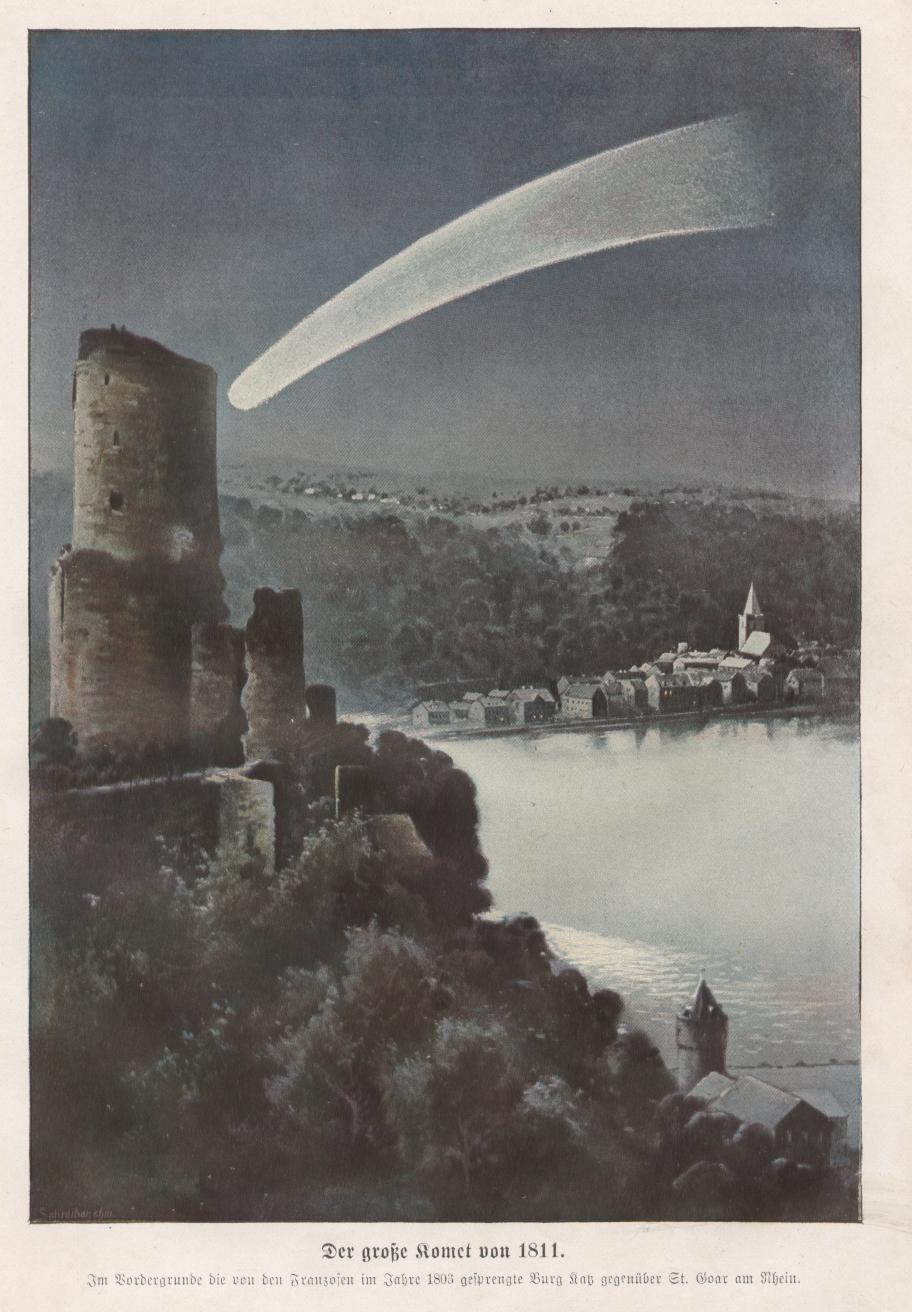
Der Komet von 1811 über Sankt Goar und der Burg Katz

Nachdem der Komet sich für Beobachter auf der Erde wieder von der Sonne entfernte, konnte ihn Flaugergues am 18. August erstmals wieder sichten, allerdings wieder sehr nahe am Horizont. Olbers fand ihn teleskopisch am Morgen des 22. August und Johann Elert Bode am Abend desselben Tages. Am folgenden Morgen sah Bode erstmals einen kurzen Schweif. Eine knappe Woche später beschrieb Heinrich Wilhelm Olbers ihn als 3° lang und erkannte zwei auffällige seitliche Bänder in Parabelform, die den nicht sichtbaren Kometenkern umgaben.
Im Laufe des Septembers war der Komet auch am Nachthimmel zu sehen, wo ihn viele Menschen zum ersten Mal erblickten. Wilhelm Herschel beobachtete in Glasgow einen 11–12° langen Schweif, der am Ende gekrümmt war. Am 6. Oktober sah er bereits einen 25° langen Schweif, danach gingen die beobachteten Schweiflängen wieder zurück.
Am 4. November beschrieb William John Burchell in Südafrika den Kometen als einen „schwachen nebligen Stern von 3 mag“. Am 5. November berichtet Herschel noch von einem Schweif von 12,5°, und am 19. November nur mehr von etwa 6° Länge. Ab Mitte Dezember konnten die seitlichen Bänder nicht mehr unterschieden werden. Ab Anfang 1812 wurde der Komet, der am Sternhimmel wieder südwärts wanderte, immer schwächer und schwerer zu beobachten. Zach sah ihn am 11. Januar zum letzten Mal.
Von der Erde aus gesehen ging der Komet am 9. Februar zum zweiten Mal an der Sonne vorbei und ab Mitte Februar vergrößerte sich der Abstand zwischen Sonne und Komet am Himmel wieder. Ferrer berechnete im März elliptische Bahnelemente des Kometen, die zeigten, dass er im Juni und August noch einmal am Nachthimmel zu sehen wäre, weil ihm die Erde wie zu Jahresbeginn wieder auf etwa 3 AE nahe kommen würde. Er suchte ihn ab Anfang Juli mit einem Refraktor, fand ihn am Morgen des 11. Juli und konnte ihn noch bis zum 15. Juli verfolgen. Später wurde er noch von Vincent Wisniewsky in Nowotscherkassk gesehen, der seine Helligkeit am 12. August mit einem Stern von 11 mag verglich. Das letzte Mal sah er ihn am 17. August, als der Komet bereits über 4,5 AE von der Sonne entfernt war.
Seit der Entdeckung waren nun bereits fast siebzehn Monate vergangen. Dies war damals die längste Zeitspanne, über die ein Komet jemals beobachtet werden konnte.
Der Komet erreichte am 20. Oktober eine Helligkeit von 0 mag. Für 260 Tage erreichte er mindestens eine Helligkeit von 3,4 mag, dies ist in historischer Zeit ein unerreichter Rekord. Erst der Komet C/1995 O1 (Hale-Bopp) sollte fast zwei Jahrhunderte später mit 215 Tagen annähernd in die gleiche Größenordnung gelangen.

## Auswirkungen auf den Zeitgeist
- Napoleon I., der Kaiser der Franzosen, betrachtete die spektakuläre Erscheinung des Kometen als ein Omen, das auf den Erfolg seines geplanten Russlandfeldzugs 1812 hinwies.
- Am Abend des 2. Juni 1811 ereignete sich ein Erdbeben in Südafrika. Wie Burchell berichtete, verband die Bevölkerung dieses Ereignis mit dem Erscheinen des Kometen.[3]

## Wissenschaftliche Auswertung

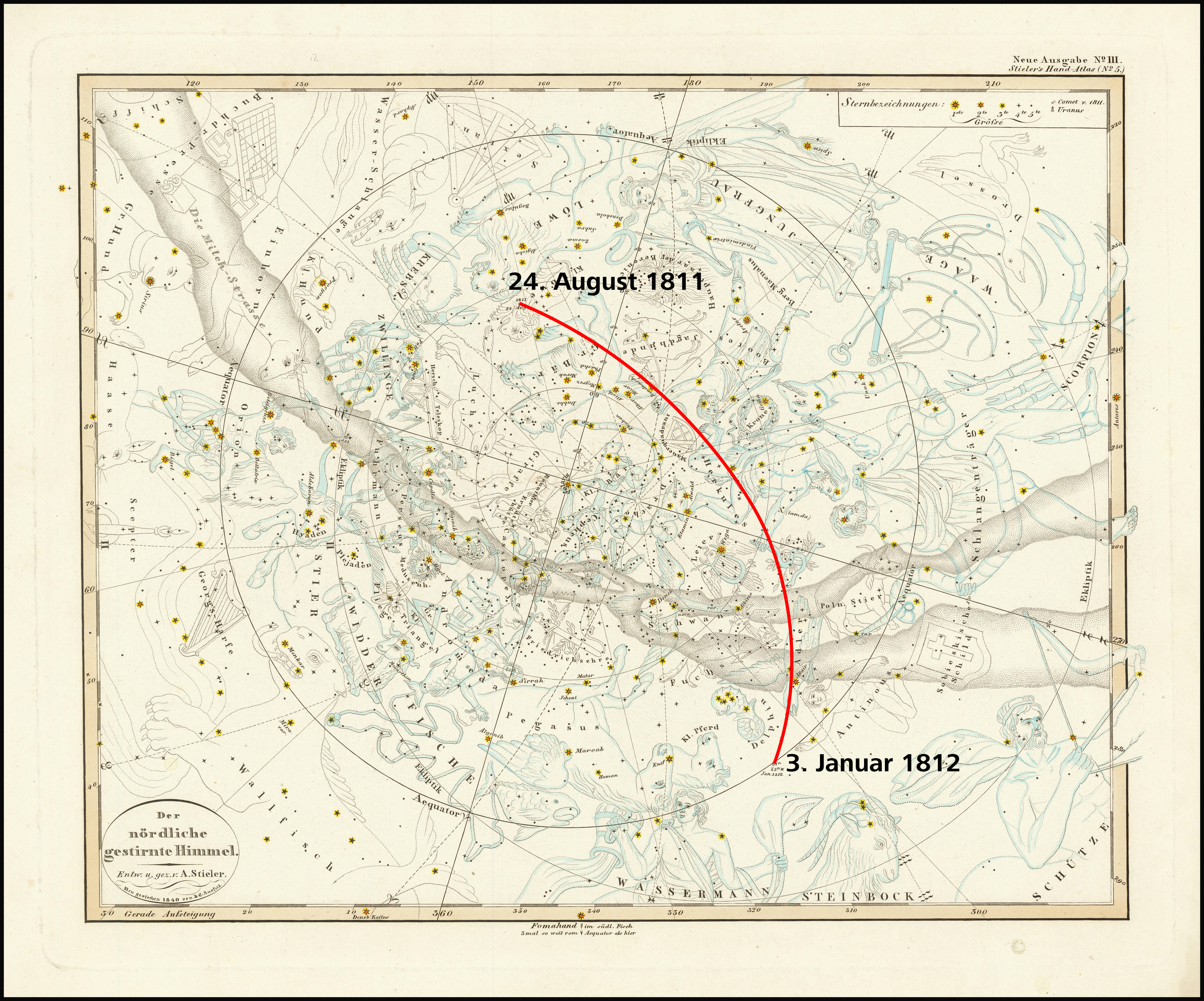
Position des Großen Kometen zwischen August 1811 und Januar 1812 (Karte nach Adolf Stieler aus dem Jahr 1840)

Johann Karl Burckhardt gelang im Juni 1811, aus den Beobachtungsdaten eine erste parabolische Umlaufbahn zu berechnen, aus der Olbers schloss, der Komet würde im Laufe des Oktobers sehr hell werden.
Alexis Bouvard und Giuseppe Piazzi versuchten nach Vorliegen neuerer Beobachtungsdaten eine bessere parabolische Bahnbestimmung, während die erste noch ungenaue elliptische Bahn erst durch Flaugergues im Oktober berechnet wurde. Genauere Bahnelemente konnte kurz darauf Friedrich Wilhelm Bessel ermitteln. Norbert Herz bestimmte schließlich 1892 eine elliptische Umlaufbahn, die bis heute Gültigkeit besitzt.

## Umlaufbahn
Für den Kometen konnte aus eintausend Beobachtungen über 505 Tage durch Herz eine elliptische Umlaufbahn bestimmt werden, die um rund 107° gegen die Ekliptik geneigt ist. Seine Bahn steht damit nahezu senkrecht gestellt zu den Bahnebenen der Planeten, er durchläuft seine Bahn gegenläufig (retrograd) zu ihnen. Im sonnennächsten Punkt der Bahn (Perihel), den der Komet am 12. September 1811 durchlaufen hat, befand er sich mit etwa 154,9 Mio. km Sonnenabstand im Bereich der Umlaufbahn der Erde. Bereits am 22. August hatte er sich der Venus bis auf 99,2 Mio. km genähert, während er am 16. Oktober mit 182,7 Mio. km (1,22 AE) die größte Annäherung an die Erde erreichte. Dies ist für einen Großen Kometen ein ungewöhnlich weiter Abstand zur Erde, nur zwei andere Große Kometen sind der Erde nicht näher als 1 AE gekommen, nämlich C/1807 R1 und C/1995 O1 (Hale-Bopp).
Nach den Bahnelementen der JPL Small-Body Database und ohne Berücksichtigung nicht-gravitativer Kräfte auf den Kometen hatte seine Bahn einige Zeit vor der Passage des inneren Sonnensystems eine Exzentrizität von etwa 0,9947 und eine Große Halbachse von etwa 196 AE, sodass seine Umlaufzeit bei etwa 2745 Jahren lag. Der Komet könnte demnach bereits im Altertum um das Jahr −930 erschienen sein. Durch die Anziehungskraft der Planeten, insbesondere durch relativ nahe Vorbeigänge am Jupiter im August 1811 in etwa 4 ½ AE und am Saturn im April 1814 in etwa 5 ¼ AE Distanz, wurde seine Bahnexzentrizität auf etwa 0,9950 und seine Große Halbachse auf etwa 207 AE vergrößert, sodass sich seine Umlaufzeit auf etwa 2980 Jahre erhöhte. Wenn er um das Jahr 3300 den sonnenfernsten Punkt (Aphel) seiner Bahn erreicht, wird er etwa 61,7 Mrd. km von der Sonne entfernt sein, fast 413-mal so weit wie die Erde und fast 14-mal so weit wie Neptun. Seine Bahngeschwindigkeit im Aphel beträgt nur etwa 0,10 km/s. Der nächste Periheldurchgang des Kometen wird möglicherweise um das Jahr 4800 stattfinden. In Anbetracht der relativ unsicheren Bahnparameter sind alle angegebenen Daten nur als ungefähre Werte zu betrachten.

## Rezeption in der Literatur
- Jean Paul wurde durch den Kometen von 1811 zu seinem letzten großen Roman Der Komet angeregt.
- Johann Peter Hebel verfasste eine literarische Reminiszenz an den Kometen in seinem kalendarischen Werk Der Rheinländiſche Hausfreund oder Neuer Kalender auf das Jahr 1813.[9]
- Im VIII. Buch des polnischen Nationalepos Pan Tadeusz von Adam Mickiewicz wird der Komet erwähnt und vom litauischen Volk als Bote eines bevorstehenden Krieges angesehen.
- Der russische Schriftsteller Lew Nikolajewitsch Tolstoi verarbeitete den Kometen Flaugergues literarisch in seinem Werk Krieg und Frieden. Etwa in der Mitte des Werkes beschrieb er, wie die Figur Pierre den Kometen beobachtet.
- Jules Verne schrieb 1878: „Der Große Komet von 1811... war der Anlass, weshalb das Jahr seines Erscheinens geläufig als ‚das Kometenjahr‘ gewürdigt wird...“

## Trivia
- Das Jahr 1811 brachte viele hervorragende Weine hervor, viele Weinhändler sprachen noch jahrelang von „Kometenwein“. Gute Weine gab es in Bordeaux, Burgund und vom Douro in Portugal. Insbesondere der Jahrgang 1811 aus dem Château Lafite-Rothschild wird als der feinste rote Bordeaux angesehen, der je gemacht wurde.[3]